# Академіку 83
Ассосіасау Академіку 83 ду Порту Інглеш або просто Академіку 83 (порт. Associação Académico 83 do Porto Inglês) — аматорський кабовердійський футбольний клуб з міста Віла ду Маю (Порту Інглеш), на острові Маю.

## Хронологія
- 6 липня 1983: заснування клубу групою студентів, на честь яких і названо клуб.[1]
- 1994: перший титул чемпіона острова
- 2012: перша перемога в Кубку острова
- 2013: перший титул переможця Суперкубка острова

## Логотипи
Еволюція логотипу

## Адреса клубу
- Адреса: Порту Інглеш — Маю, Кабо-Верде

## Засновники
- Жасінту Спенсер душ Сантуш
- Домінгуш Емануел Соареш
- Франсішку Адріану Контіна Інеш
- Маріу Анібал Кошта
- Нелсон луш Сантуш
- Домінгуш Лопеш Коррея

## Досягнення
- Чемпіонат острова Маю: 7 перемог

1994, 1995, 1998, 2000, 2012, 2013, 2015
- Кубок Джармаї (Маю): 2 перемоги

2012, 2013
- Відкритий Чемпіонат острову Маю: 1 перемога

2013
- Суперкубок острова Маю: 2 перемоги

2013, 2014
- Чемпіонат острова Маю U-17: 3 перемоги

2013, 2014, 2015
- Кубок Джармаї (Маю) U-17: 1 перемога

2014

## Статистика виступів у лігах та кубках

### Національний чемпіонат
| Сезон | Див. | Міс. | Іг. | В | Н | П | ЗМ | ПМ | РМ | О | Кубок | Примітки     | Плей-оф         |
| ----- | ---- | ---- | --- | - | - | - | -- | -- | -- | - | ----- | ------------ | --------------- |
| 2012  | 1B   | 6    | 5   | 0 | 2 | 3 | 6  | 13 | -7 | 2 |       | Не пробилися | Не брали участі |
| 2013  | 1B   | 5    | 5   | 0 | 2 | 3 | 5  | 11 | -6 | 2 |       | Не пробилися | Не брали участі |
| 2015  | 1A   | 4    | 5   | 2 | 0 | 3 | 5  | 9  | -4 | 6 |       | Не пробилися | Не брали участі |

### Чемпіонат острову
| Сезон   | Див. | Міс. | Іг. | В | Н | П | ЗМ | ПМ | РМ  | О  | Кубок      | Суперкубок | Примітки                          |
| ------- | ---- | ---- | --- | - | - | - | -- | -- | --- | -- | ---------- | ---------- | --------------------------------- |
| 2011-12 | 2    | 1    | -   | - | - | - | -  | -  | -   | -  | Переможець |            | Вихід до національного Чемпіонату |
| 2012-13 | 2    | 1    | -   | - | - | - | -  | -  | -   | -  | Переможець | Переможець | Вихід до національного Чемпіонату |
| 2013-14 | 2    | 2    | 8   | 5 | 1 | 2 | 17 | 10 | +7  | 16 |            | Переможець |                                   |
| 2014-15 | 2    | 1    | 8   | 6 | 1 | 1 | 20 | 3  | +17 | 19 |            |            | Вихід до національного Чемпіонату |